# Steinbüchel (Leverkusen)

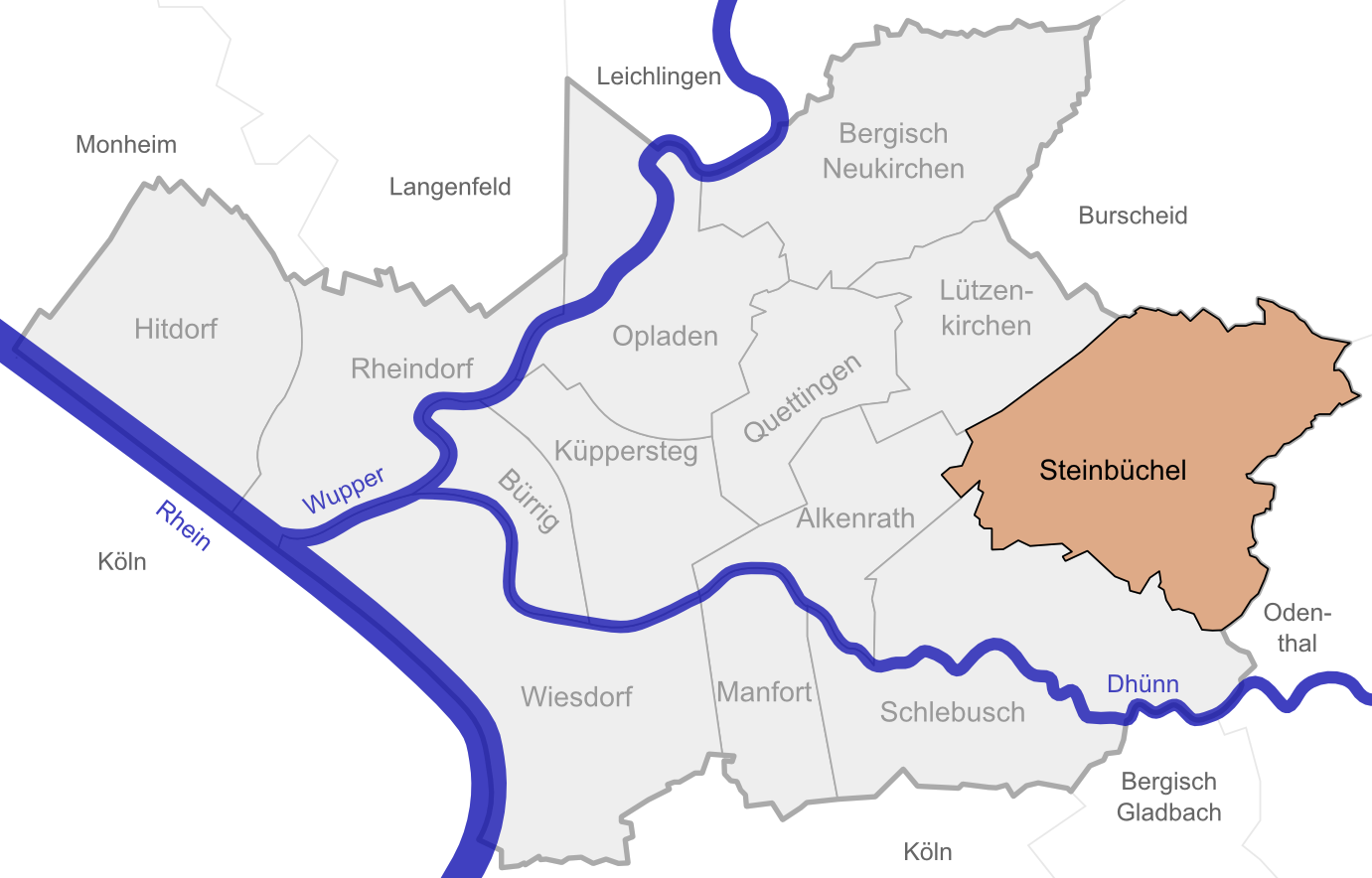
Lage von Steinbüchel in Leverkusen

Steinbüchel ist ein Stadtteil der Stadt Leverkusen. Der Stadtteil hat 15.724 Einwohner (Stand 31. Dezember 2023).

## Lage
Steinbüchel grenzt im Osten an die Gemeinde Odenthal, im Süden an Schlebusch, im Südwesten an Alkenrath und im Norden an Lützenkirchen.

## Geschichte

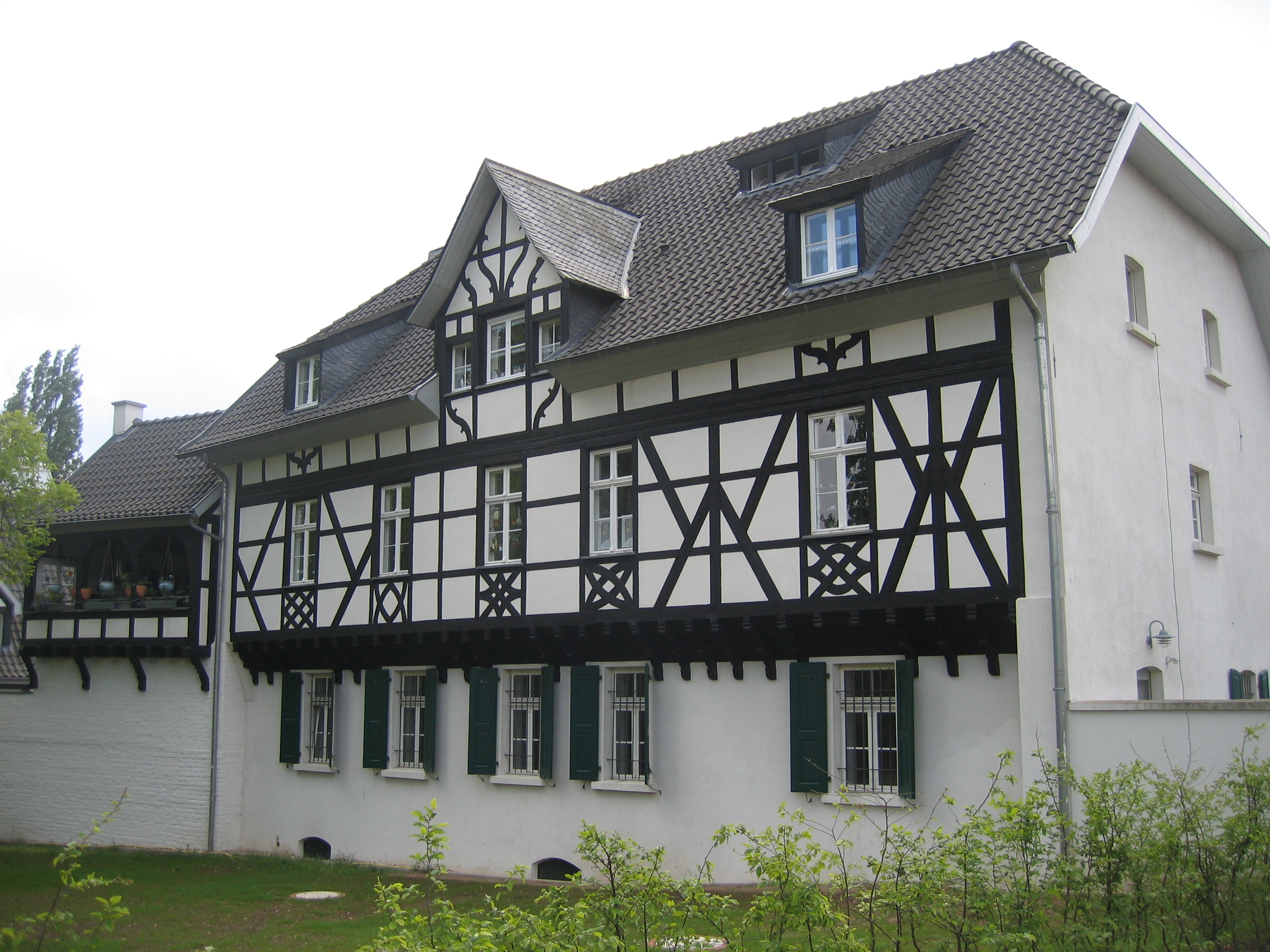
Rittergut Steinbüchel

Im Jahre 1158 wurde erstmals ein Ritter Konrad von Steinbüchel erwähnt. Die Steinbücheler Kapelle hingegen wurde urkundlich erstmals 1318 genannt. Seit 1360 gehörte Steinbüchel zum Amt Miselohe im Herzogtum Berg. Während des Truchsessischen Krieges wurde die Kirche in Steinbüchel am 11. August 1583 geplündert. 1732 wurde das Herrenhaus des Rittersitzes Steinbüchel neu aufgebaut und im Jahre 1806 kam das Herzogtum Berg vom Königreich Bayern an Napoleon. Seit 1820 war die Gemeinde Steinbüchel ein Teil der Bürgermeisterei Schlebusch. Diese wurde am 1. April 1930 ein Teil der neuen Stadt Leverkusen. Ende des 20. Jahrhunderts wurde das Neubaugebiet Meckhofen geplant und errichtet. 

## Kultur und Freizeit

### Vereine
- Ring Deutscher Pfadfinderverbände
- SV Bergfried Leverkusen
- St. Hubertus Schützenbruderschaft Leverkusen-Steinbüchel 1882 e. V.

## Infrastruktur
- Kath. Pfarrkirche St. Franziskus
- Ev. Gemeindezentrum Steinbüchel
- Johannes von Nepomuk-Kapelle Fettehenne (ehemals: Antoniuskapelle)
- Nikolaus-Kirche Neuboddenberg

### Schulen
- Gemeinschaftsgrundschule Astrid-Lindgren-Schule
- Gemeinschaftsgrundschule Heinrich-Lübke-Schule
- Katholische Grundschule In der Wasserkuhl
- Förderschule/Kompetenzzentrum Comeniusschule[2]
- Montanus-Realschule